# Federico Rizzo
Federico Rizzo (Brindisi, 25 novembre 1975) è un regista e sceneggiatore italiano.

## Biografia
Rizzo trascorre la sua infanzia a Milano.
Ha conseguito il diploma come perito tecnico cine-televisivo presso l'I.T.S.O.S. e come sceneggiatore cinematografico presso la civica scuola del cinema di Milano. È laureato al DAMS indirizzo cinema di Bologna con una tesi su La cotta di Ermanno Olmi. Nella propria formazione ha avuto diverse esperienze teatrali, formandosi all'Accademia Comuna Baires, e televisive lavorando con i registi Giuseppe De Santis e Pupi Avati. Come regista e sceneggiatore ha realizzato circa quaranta cortometraggi, fra questi sono da ricordare Milano violenta con Giuseppe Battiston, prodotto da Sky Cinema e La tunica, che riceve il premio Civis Video Awards del Parlamento europeo a Bruxelles nel 2000.
Nel 1999 il suo primo film in digitale Storia malata (partecipa in concorso al Bellaria Film Festival). Nel 2001 vince il primo premio di produzione del Festival Filmmaker Doc di Milano e produce il suo terzo film in digitale Whisky di via Nikolajevka, film drammatico sui ragazzi di Baggio (quartiere della periferia di Milano) con il quale ottiene un notevole riscontro di critica. Nel 2002, vince una seconda volta il primo premio di produzione del Festival Filmmaker Doc e gira I pesi di Pippo, commedia su culturisti e anabolizzanti. L'anno successivo, esce Passe-partout per l'inferno, film drammatico sui nazi-skin. Nel 2005 gira Lievi crepe sul muro di cinta, film drammatico sugli ultimi giorni di vita di un poeta, interpretato da Paolo Pierobon. 
Con Taglionetto, del 2011, il regista si cimenta nel thriller psicologico; il film ha come interpreti principali Dorotea Mercuri, Giulio Forges Davanzati e Nino Frassica. Nel 2013 gira il suo decimo film, dal titolo Il ragioniere della mafia. Si tratta di un film noir con Lorenzo Flaherty, Tony Sperandeo ed Ernesto Mahieux. Negli anni successivi, lavora per la televisione e nel 2018, per la RAI, realizza il documentario sull’ex Jugoslavia Miss Sarajevo scritto da Paola Severini Melograni e Nicoletta Mantovani Paravotti.
Vince il Milano International Fict Fest nel 2020 con 999 – L’altra anima del calcio, un romanzo sulla formazione di un giovane calciatore.
Rizzo ha scritto due libri: Il decalogo delle giovani vittime (2015) e Diario intimo di un collezionista di mostri  (2019), entrambi editi da La Mongolfiera editrice.

## Filmografia

### Regista

#### Lungometraggi
- Storia malata (1999)
- Offresi posto letto (2000)
- Whisky di Via Nikolajevka (2001)
- I pesi di Pippo (2002)
- Sguardo da uomo (2002)
- Passe-partout per l'inferno (2003)
- Lievi crepe sul muro di cinta (2005)
- Fuga dal call center (2008)
- Taglionetto (2011)
- Il ragioniere della mafia (2013)
- 999 - l'altra anima del calcio (2020)
- Mio cugino Peppino (2021)
- Fiori di Baggio (2022)
- Il contrabbandiere (2023)

#### Documentari
- Cocktail party, solo musica sbrock (2017)
- Miss Sarajevo (2018)

#### Cortometraggi
- La tunica (2000)
- L'attimo (2004)
- Milano violenta (2004)
- Caballito blanco (2005)

## Opere
- Federico Rizzo - Il decalogo delle giovani vittime (la mia storia, i miei film) - La Mongolfiera editrice, 2015.
- Federico Rizzo - Diario intimo di un collezionista di mostri - La Mongolfiera editrice, 2019.
- Federico Rizzo - Riflessioni pandemiche – Cronache di una guerra contro un nemico invisibile - La Mongolfiera editrice, 2020.